# بو هارود
بو هارود (بالإنجليزية: Bo Harwood)‏ هو مهندس الصوت وملحن ومهندس أمريكي، ولد في 1950.

## وصلات خارجية
- بو هارود على موقع IMDb (الإنجليزية)
- بو هارود على موقع ميوزك برينز (الإنجليزية)
- بو هارود على موقع قاعدة بيانات الفيلم (الإنجليزية)